# إيفان فيلاسكيز غوميز
إيفان فيلاسكيز غوميز (بالإسبانية: Iván Velásquez Gómez) هو محامي كولومبي، ولد في 12 مايو 1955 في ميديلين في كولومبيا.

## روابط خارجية
- إيفان فيلاسكيز غوميز على موقع مونزينجر (الألمانية)